# Герб Північної Осетії

Герб Північної Осетії

Герб Республіки Північна Осетія — Аланія є державним символом Республіки Північна Осетія — Аланія. Прийнятий Парламентом Республіки 24 листопада 1994 року.

## Опис
Державний герб Республіки Північна Осетія — Аланія пов'язаний з геральдичним знаком епохи суспільної державної єдності і є круглим геральдичним щитом в червленому (червоному) полі, а на золотій землі йде барс із чорними плямами; позаду нього сім срібних гір (одна, три і три).
У кольоровому зображенні Державного герба Республіки Північна Осетія — Аланія щит червлений (червоний), барс — золотий із чорними плямами, земля — золота, гори — срібні.

## Дивись також
- Прапор Північної Осетії